# توم فيرغسون
توم فيرغسون (بالإنجليزية: Tom Ferguson)‏ هو لاعب كرة قدم أسترالية أسترالي، ولد في 21 نوفمبر 1920، وتوفي في 29 مايو 2008.

## وصلات خارجية
- توم فيرغسون على موقع AustralianFootball.com (الإنجليزية)
- توم فيرغسون على موقع AFLtables.com (الإنجليزية)